# 葛莉·罕
葛莉·罕（英語：Gauri Khan，1970年10月8日—）是印度電影製片人及室內設計師。葛莉是印度巨星沙·魯克·罕的妻子，早於罕成名之前已經結婚。她和丈夫成立了印度電影公司Red Chillies Entertainment並製作了不少知名電影如《Main Hoon Na》、《珊蒂別傳》、《我的名字叫可汗》、《Ra.One》、《金奈快车》、《Happy New Year》及《Dilwale》等。
葛莉和丈夫共育有兩子一女：包括長子亞利安·罕（1997年出生）、女兒蘇哈娜·罕（2000年出生）及透過代母誕下的小兒子亞伯蘭·罕（2013年出生）。

## 資料來源
1. ↑   （页面存档备份，存于） The Times of India.
2. ↑   （页面存档备份，存于）. Red Chillies Entertainment.
3. ↑   （页面存档备份，存于） Masala! News.

## 外部連結
- 葛莉·罕在互联网电影资料库（IMDb）上的資料（英文）
- 高瑞·汗在豆瓣上的资料（简体中文）
- 葛莉·罕在1905电影网上的简介（简体中文）